# Dimos Farkadona
Dimos Farkadona (Farkadona) är en kommun i Grekland.   Den ligger i prefekturen Trikala och regionen Thessalien, i den centrala delen av landet, 230 km nordväst om huvudstaden Aten. Antalet invånare är 15 133.